# Castello Ursino

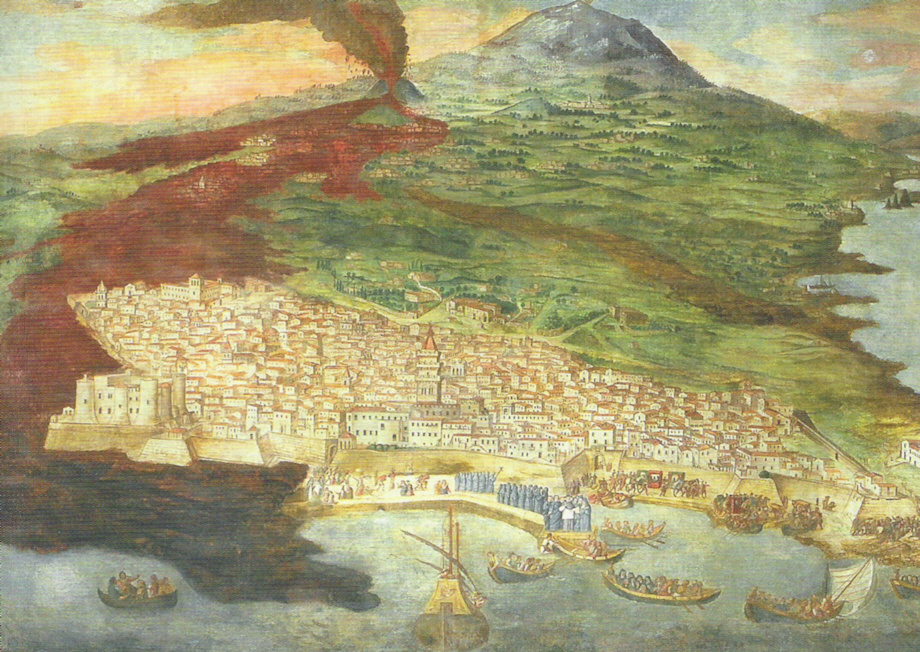
Schilderij van de uitbarsting van de Etna in 1669 met linksonder het Castello Ursino, omringd door lava

Het Castello Ursino (Nederlands: Berenkasteel; ursus = beer) is een kasteel in de Siciliaanse stad Catania.

## Geschiedenis
Het kasteel werd van 1239 tot 1250 gebouwd in opdracht van keizer Frederik II en werd destijds als onneembaar beschouwd. In 1295, tijdens de Siciliaanse Vespers kwam het parlement dat koning Jacobus II afzette en Frederik II tot koning benoemde in het Castello Ursino bijeen.
Nadat Palermo de hoofdstad van Sicilië was geworden verloor het kasteel zijn militaire betekenis en werd het gebruikt als een gevangenis. In 1347 werd in het kasteel de Vrede van Catania ondertekend tussen de koninkrijken Sicilië en Napels.
Het is een van de weinige gebouwen in Catania dat niet instortte tijdens de aardbeving van 1693.
Op het moment dat het kasteel werd gebouwd stond het op een klif in de zee, maar door verscheidene uitbarstingen van de Etna staat het inmiddels een kilometer landinwaarts. De voormalige slotgracht werd eveneens gevuld met lava.

## Architectuur
Het Castello Ursino heeft een vierkant grondplan, waarin vier vleugels zijn gegroepeerd rond een binnenplaats. Vier grote hoektorens en oorspronkelijk vier halfronde torens in het midden van iedere muur, waarvan slechts twee bewaard zijn gebleven, doen het kasteel eruitzien als onneembaar. Boven de bestaande twee verdiepingen bevond zich vroeger waarschijnlijk nog een derde, die - net als bij andere kastelen in de Spaanse tijd - werd afgebroken om het voor kanonskogels moeilijker te maken om schade aan de muren aan te richten. Het kasteel was dus vroeger met zijn drie verdiepingen imposanter. Het Castello Ursino toonde gelijkenissen met de kastelen van koning Filips II van Frankrijk, wat ook geldt voor andere kastelen van Frederik II, zoals het Castello Maniace in Syracuse, het kasteel van Augusta en het Castel del Monte.

## Museo Civico
In 1932 werd het Castello Ursino eigendom van de stad Catania. Het kasteel werd gerestaureerd en in 1934 werd in het kasteel het Museo Civico geopend. Het museum beschikt over een grote collectie beelden uit de klassieke oudheid.